# William Lovelock

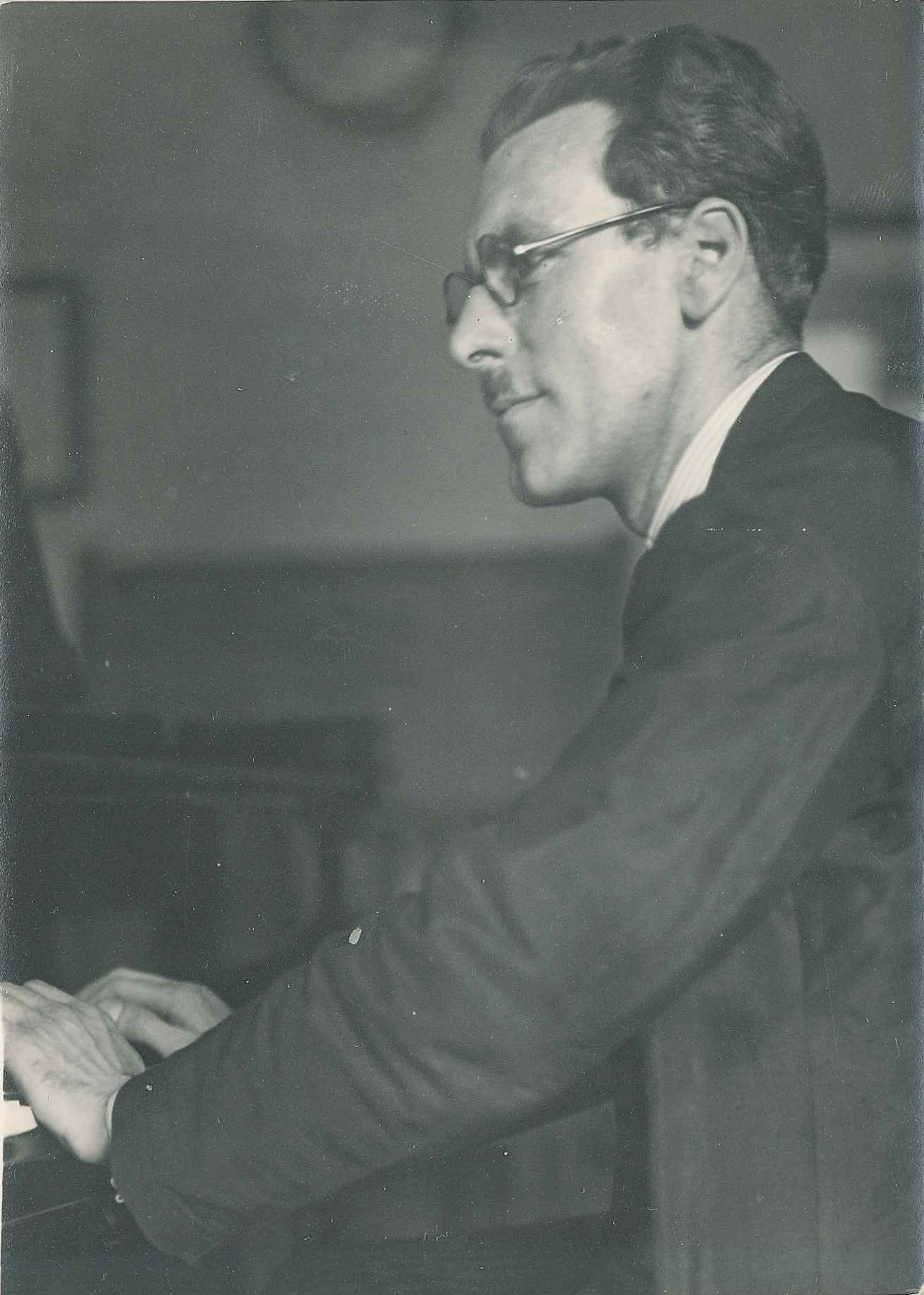
William Lovelock

William Lovelock (Kensington, 13 augustus 1899 – Shipston-on-Stour, 26 juni 1986) was en Brits componist, muziekpedagoog, dirigent, organist en muziekcriticus. Een bepaalde periode leefde hij in Australië en was gedurende deze tijd ook de eerste directeur van het toen opgerichte Queensland Conservatorium of Music, zoals het huidige Queensland Conservatorium Griffith University - South Bank Parklands in Brisbane toen nog heette. Later werd hij muziekcriticus bij het dagblad The Courier-Mail in Brisbane.

## Levensloop
Lovelock kreeg eerst pianoles en vanaf zijn 12-jarige leeftijd orgelles. Toen hij 16 was kreeg hij een studiebeurs, om aan het Trinity College of Music in Londen bij Charles William Pearce en Henry Geehl te studeren. Omdat hij dienst verleende bij de Royal Artillerie tijdens de Eerste Wereldoorlog werd de studie onderbroken. Na de oorlog zette hij zijn studies aan het Trinity College of Music voort en behaalde in 1922 zijn Bachelor of Music. Hij werd docent aan zijn Alma mater en verbleef daar - met onderbrekingen - tot 1956. Zijn studies voltooide hij in 1932 en promoveerde aan de Universiteit van Londen tot Ph.D. (Philosophiæ Doctor) in compositie.
Hij werd organist en koorleider aan de Sint Clements kerk in de Eastcheap straat in Londen van 1919 tot 1923. Vervolgens werd hij kapelmeester van de Countess Cowdray van 1923 tot 1926 om later opnieuw als organist aan de Goede Herderkerk in Carshalton van 1928 tot 1930 te werken. Hij begon in deze periode met het schrijven van talrijke en populaire boeken voor muziekstudenten.
Vervolgens maakte hij een grote langdurende reis door Azië, die een voorlopig verblijf als majoor in het Indiase leger tijdens de Tweede Wereldoorlog. In 1945, toen hij gestationeerd was in Benares begon hij met het componeren van een pianoconcert, het eerste van vele instrumentale concerten.
Na zijn terugkomst in 1946 werd hij opnieuw docent aan het Trinity College of Music in Londen en in 1954 werd hij Decaan van de muziekfaculteit aan de Universiteit van Londen, waar hij al sinds 1935 in de jury voor muziekexamens werkte. In 1956 werd hij tot directeur benoemd van het pas opgerichte Queensland Conservatorium of Music, het huidige Queensland Conservatorium Griffith University - South Bank Parklands in Brisbane. In 1959 naam hij ontslag, omdat hij niet eens was met de opleidingsmethodiek. Hij werkte dan als freelance componist en muziekcriticus van het dagblad The Courier-Mail in Brisbane.
Sinds 1926 was hij gehuwd met Winifred Irene Littlejohn, met wie hij samen de zoon Gregory had. Na de dood van zijn vrouw in 1981 kwam hij opnieuw naar Engeland weer terug.
Gedurende zijn verblijf in Australië schreef hij het grootste deel van zijn composities. Hij componeerde werken voor orkest, harmonieorkest, brassband, vocale muziek en kamermuziek. Bij de orkestmuziek steken de 14 instrumentale concerten boven uit.

## Composities

### Werken voor orkest
- 1964 Sinfonietta
- 1965 Divertimento, voor strijkorkest
- 1968 Toccata
- 1979 Overture for a Cheerful Occasion
- Concerto Grosso, voor althobo, cello, harp en strijkorkest
- Country dance, voor schoolorkest (drie blokfluiten en kamerorkest)
- Evening Landscape, voor orkest

#### Concerten voor instrumenten en orkest
- tussen 1957 en 1976 Concert, voor hoorn en orkest
- 1960 Concert, voor altviool en orkest
- 1961 Concert, voor dwarsfluit en orkest
- 1963 Concert, voor piano en orkest
- 1963 Concert nr. 1, voor saxofoon en orkest
- 1965 Concert, voor trombone en orkest
- 1965 Concertino, voor trombone en strijkorkest
- 1967 Concert, voor tuba en orkest
- 1968 Concert, voor trompet en orkest[3] (ook in een versie voor trompet en harmonieorkest)
- 1968 Sinfonia concertante, voor orgel en orkest
- 1973 Concert nr. 2, voor saxofoon en strijkorkest
- 1976 Raggy Rhapsody, voor piano en orkest
- 1981 Rhapsody Concerto, voor harp en orkest

### Werken voor harmonieorkest of brassband
- 1973 March, voor koperensemble (2 kornetten, hoorn, bariton, eufonium, 2 trombones)
- Concert, voor trompet en harmonieorkest
- Fanfare, suite voor jeugd- of school-brassband 
  1. Fanfare
  2. Pastorale
  3. Chorale
- Rhapsody - London Carnival, voor brassband
- Suite for wind and percussion
- Suite for Military Band
  1. March
  2. Intermezzo – Pastorale
  3. Waltz
- The Great City, voor brassband
- The Open Road, zie werken voor gemengd koor
- Western land, suite voor brassband

### Missen en andere kerkmuziek
- 1960 O Praise God In His Holiness (Psalm 150), voor gemengd koor
- 1971 Unison Mass, voor solisten, gemengd koor en orgel
- 4 motetten, voor zangstem en orgel
- Antiphon 200, voor gemengd koor en orgel
- Ave Regina, motet voor twee zangstemmen
- Congregational mass, voor gemengd koor en orgel (of piano)
- Incarnation "My God, My Glory", voor gemengd koor - tekst: Eric Milner-White
- Mass for Three Voices, voor sopraan, alt en bariton (2 sopranen en alt)
- Motet for communion, voor gemengd koor en orgel
- The Magnificat from the New English Bible, voor gemengd koor en orgel

### Vocale muziek

#### Werken voor koor
- Counterparts, voor gemengd koor en piano - tekst: Ernest Briggs
- Dream pedlary, voor vrouwenkoor en piano - tekst: Thomas Lovell Beddoes
- Fairy ring, voor kinderkoor en piano
- Gaudium Vitae, voor gemengd koor en orkest - tekst: Marcia McCallum
- Island heart, voor gemengd koor en piano - tekst: William N. Scott
- Little Polly Flinders, voor gemengd koor
- Old Peter Groom, voor gemengd koor en piano - tekst: William N. Scott
- Secret love, voor vrouwenkoor en piano - tekst: John Dryden
- Syncopation, voor gemengd koor - tekst: Franz Holford
- The Island Heart, voor gemengd koor - tekst: William N. Scott
- The Open Road, voor gemengd koor en harmonieorkest
- Tom Thumb, voor driestemmig vrouwenkoor (SSA) en piano - tekst: William Scott

#### Liederen
- Grey geese, voor zangstem en piano
- Horse-bells, voor zangstem en piano - tekst: David B. Geddes
- Two chronometers, voor 2 zangstemmen en piano - tekst: Kenneth Slessor
- Weathers, voor 2 sopranen en piano - tekst: Thomas Hardy

### Kamermuziek
- 1967 Miniature Suite, voor koperkwintet
- 1969 Suite, voor koperkwintet
- 1974 Sonate, voor altsaxofoon en piano
- 1976 4 Sketches, voor klarinet en piano
- 1976 4 Miniatures, voor koperensemble
- 1976 Pastorale, voor klarinet en piano
- 1976 Prelude, voor klarinet en piano
- 1976 Scherzo, voor tenorhoorn en piano
- 1976 Valsette, voor klarinet en piano
- Aubade, voor dwarsfluit en piano
- Divertimento, voor houtblaassextet
- Fanfares for moderns, voor koperblazers
- Four bagatelles, voor 2 trompetten
- Fuga Scolastica, voor houtblazers
- Gavotte, voor viool en piano
- Irish jig, voor tenorhoorn en piano
- Koperkwintet nr. 3
- Quartet, voor hobo, viool, altviool en cello
- Rhapsody, voor althobo en piano
- Rhapsody, voor hoorn en piano
- Romance, voor cello en piano
- Scherzo, voor trombone en vibrafoon
- Scherzo-Waltz, voor piccolo en piano
- Sonatina, voor hobo en piano
- Suite, voor saxofoonkwartet
- The Enchanted Hour, voor viool en piano
- The Merry Green Wood, voor viool en piano
- Three Bagatelles, voor altfluit en piano
- Tubakwartet, voor 2 eufoniums en 2 tuba's
- Walking tune, voor viool en piano
- Young moon, voor cello en piano

### Werken voor orgel
- Interludium
- Postludium
- Praeludium
- Processional
- Rhapsody
- Rhapsody in cis mineur
- Sinfonia concertante

### Werken voor piano
- 1958 Four contrasts
- 1958 Suite, voor 2 piano's
- 1970 Quiet lake
- 1970 Spinning wheel
- 1973 Dancing Fairies
- 1978 Piano duets
- A dreamy waltz, voor piano vierhandig
- A song of springtime, voor piano vierhandig
- Aquarelle
- Autumn winds
- Dancing in the meadows, voor piano vierhandig
- Dreaming lake
- Drifting along the river
- Dripping tap
- Duet suite, voor piano vierhandig
- Fugue
- Ghost train
- Here and there
- Little minuet
- Marching feet
- Morning stroll, voor piano vierhandig
- Open air suite, voor piano vierhandig

## Publicaties
- Random Reflections, Melbourne: Allans, 1973.
- zie Lijst van boeken voor muziekstudenten[1] en[4]